# Malebennur, Harihar
Malebennur là một làng thuộc tehsil Harihar, huyện Davanagere, bang Karnataka, Ấn Độ.